# Terrapene nelsoni
La tortuga de caja manchada (Terrapene nelsoni) es una especie de tortuga de caja de la familia Emydidae. Es una tortuga del género Terrapene endémica de México.